# 蘆名盛久
蘆名 盛久（あしな もりひさ、応永23年（1416年） - 文安元年7月2日（1444年8月15日））は、室町時代中期の武将。蘆名氏の第10代当主。通称は蘆名五郎、蘆名三郎右衛門。官位は刑部大輔、修理大夫、下総守など。第9代当主・蘆名盛政の嫡男。弟に盛信、金上盛興。

## 生涯
永享6年（1434年）6月、父盛政から家督を譲られて当主となる（父は同年に死去）。当主在任中の事績は不明だが、永享10年（1438年）の永享の乱の際に篠川御所足利満直に従った際の当主は盛久と推定されている。子がいなかったため、弟の盛信を後継者として指名し、文安元年（1444年）に29歳で死去した。
永享4年（1432年）に、のちに会津藩の別邸となる御薬園の元となる別荘を建築したと伝わる。